# BCJR-алгоритм
BCJR-алгоритм — алгоритм декодирования по методу максимума апостериорной вероятности (МАP) контролирующих ошибки кодов, определённых на решётках (к примеру, свёрточный код). Алгоритм обычно используется для итеративных схем декодирования кодов, таких как турбо-коды и код с малой плотностью проверок на чётность (LDPC-код).
Алгоритм назван по первым буквам фамилий его изобретателей: Bahl, Cocke, Jelinek и Raviv. 

## Необходимые шаги
На основе решетки:
- Вычислить форвардные вероятности
- Вычислить обратные вероятности
- Вычислить сглаженные вероятности на основе другой информации (например, дисперсии шума для AWGN , вероятности пересечения битов для бинарного симметричного канала)

## Вариации

### SBGT BCJR
Упрощение Берру, Главье и Титимайшима.

## Реализация
- Платформа Susa реализует алгоритм BCJR для кодов прямой коррекции ошибок и выравнивания каналов на C++.